# Maria Gabriela Llansol
Maria Gabriela Llansol (portuguès: Maria Gabriela Llansol Nunes da Cunha Rodrigues Joaquim)  (Lisboa, 24 de novembre de 1931 - Sintra, 3 de març de 2008) va ser una escriptora i traductora portuguesa.
El 1955 es va llicenciar en Dret i en Ciències Pedagògiques per la Universitat de Lisboa. La seva primera obra, Us Pregos na Erva (1962), es va inspirar en el tracte que va mantenir amb els nens de l'escola bressol on va treballar.
El 1965 va marxar a Bèlgica amb el seu marit, fugint de la dictadura de Salazar, i va fundar-hi una escola. A mitjans dels anys 1980 va tornar a Portugal, establint-se a Sintra, on moriria a causa d'un càncer el 2008.
La seva obra es destaca per una forta originalitat, una visió independent de la història, que ignora els herois portuguesos més comuns i la cerca de figures alternatives. També va crear la seva pròpia estructura literària, introduint narracions contrafactuals en la seva escriptura. Se'n destaquen influències de Baruch Spinoza, Emily Dickinson o Fernando Pessoa.
Traduí també obres de Rimbaud, Verlaine i Apollinaire, entre d'altres.

## Obres
- Os Pregos na Erva (1962)
- Depois de Os Pregos na Erva (1973)
- O Livro das Comunidades (1977)
- A Restante Vida (1983)
- Na Casa de Julho e Agosto (1984)
- Causa Amante (1984)
- Um Falcão no Punho. Diário I (1985)
- Contos do Mal Errante (1986)
- Finita. Diário II (1987)
- Da Sebe ao Ser (1988)
- Amar um Cão (1990)
- O Raio sobre o Lápis (1990)
- Um Beijo Dado mais tarde (1990)
- Hölder, de Hölderlin (1993)
- Lisboaleipzig I. O encontro inesperado do diverso (1994)
- Lisboaleipzig II. O ensaio de música (1994)
- Inquérito às Quatro Confidências. Diário III (1996)
- A Terra Fora do Sítio (1998)
- Carta ao Legente (1998)
- Ardente Texto Joshua (1999)
- Onde Vais, Drama-Poesia? (2000)
- Cantileno (2000)
- Parasceve. Puzzles e Ironias (2001)
- O Senhor de Herbais. Breves ensaios literários sobre a reprodução estética do mundo, e suas tentações (2002)
- O Começo de Um Livro é Precioso (2003)
- O Jogo da Liberdade da Alma (2003)
- Amigo e Amiga. Curso de silêncio de 2004 (2006)